# Víctor Pastrana
Víctor Pastrana Carrasco (ur. 27 września 1996 w Guadalajarze) – hiszpański piłkarz występujący na pozycji pomocnika w Extremadurze UD.